# Geir Vídalín

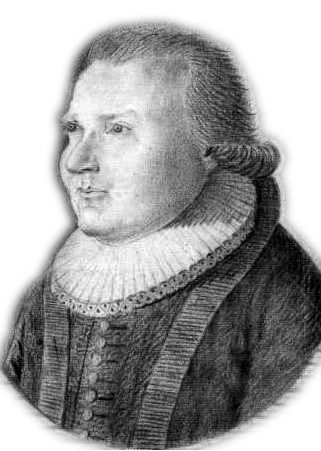
Geir Vídalín

Geir Vídalín Jónsson (* 27. Oktober 1761; † 20. September 1823 in Reykjavík) war evangelisch-lutherischer Bischof von Skálholt im Süden von Island. Er war bis 1801 der letzte Bischof von Skálholt und residierte nie vor Ort, sondern in Reykjavík. Ab 1801 war er Bischof von ganz Island. 

## Leben
Geir Vídalín wurde als Sohn des Pastors von Laufás und dessen Frau Sigríður Magnúsdóttir geboren. Beide Eltern stammten aus bekannten isländischen Oberschichtfamilien: der Vater als jüngerer Sohn von Páll Vídalín, die Mutter als Tochter des isländischen Manufakturbesitzers Skúli Magnússon.
Geir legte seine Prüfung in Theologie wie die meisten seiner Vorgänger an der Hochschule von Kopenhagen ab. Dies tat er im Jahre 1789. Er verfasste auch eines der ersten isländischen Theaterstücke zu der Zeit als Student.
Geir war zunächst Pastor der Domkirche in Reykjavík. Der Pfarrsitz befand sich auf Lambastaðir auf der Halbinsel Seltjarnarnes. Nach dem Tode seines Vorgängers Hannes Finnsson im Jahre 1796 wurde er zum Bischof von Skálholt gewählt. Er wurde vom damaligen Bischof von Hólar Sigurður Stefánsson am 30. Juli 1797 ins Amt eingeführt. Trotzdem blieb er auf dem Pfarrhof Lambastaðir, über 100 km von Skálholt entfernt. Dies hatte damit zu tun, dass man seit dem schweren Erdbeben in Südisland von 1784, eigentlich also schon seit den Tagen des Bischofs von Skálholt Finnur Jónsson, vorgehabt hatte, den Bischofssitz aus Sicherheitsgründen nach Reykjavík zu verlegen.
Inzwischen starb der Bischof von Hólar, Sigurður Stefánsson. Die Neuwahl zog sich hin und schließlich beschloss man, die beiden Diözesen wieder zusammenzulegen, so dass ein Bischof von Island über beide walten sollte, wie dies im Mittelalter zu Beginn der Fall gewesen war. Geir Vídalín wurde also per Anweisung des Königs im November 1801 zum Bischof von Island ernannt. 
Ab 1803 wohnte sein Schulfreund, der Theaterschriftsteller Sigurður Pétursson (1759–1827), bei ihm.
Bis 1807 wohnte Geir auf Lambastaðir, zog schließlich aber in das Zentrum des Ortes Reykjavík, der damals etwa 700 Einwohner hatte, in die Aðalstræti 10 um, wo er den Rest seines Lebens verbrachte. 
Im Herbst 1823 strandete ein Wal bei Reykjavík und wie viele Einwohner kam der Bischof, um sich das Tier anzusehen, das dann geschlachtet wurde, ein Fest für die Einwohner, die damals noch sehr arm waren. Bei der Gelegenheit jedoch zog sich Geir eine Lungenentzündung zu und starb bald darauf an ihr.
Geir war mit Sigríður Halldórsdóttir († 1846) verheiratet.

## Charakter
Als Mensch und Bischof war Geir bekannt für seine Gastfreundschaft und Freigebigkeit, so dass er den Beinamen Geir biskup góði (= dt. der gute Bischof Geir) erhielt. Dies hatte allerdings zur Folge, dass er schließlich bankrottging und ein Gremium die Verwaltung seines Haushaltes übernahm.